# Sad Milady Horákové (Ostrava)
Sad Milady Horákové (původně Městský hřbitov v Moravské Ostravě, od 50. let 20. století do roku 1989 Sad Klementa Gottwalda) je městský park na území zrušeného městského hřbitova v Ostravě, v městské části Moravská Ostrava na okraji nynějšího historického města. Jednalo se o nejvýznamnější hřbitov ve městě, některé ostatky byly přemístěny na Ústřední hřbitov ve Slezské Ostravě zřízený roku 1961. Starý městský hřbitov byl definitivně odstraněn roku 1979.

## Historie

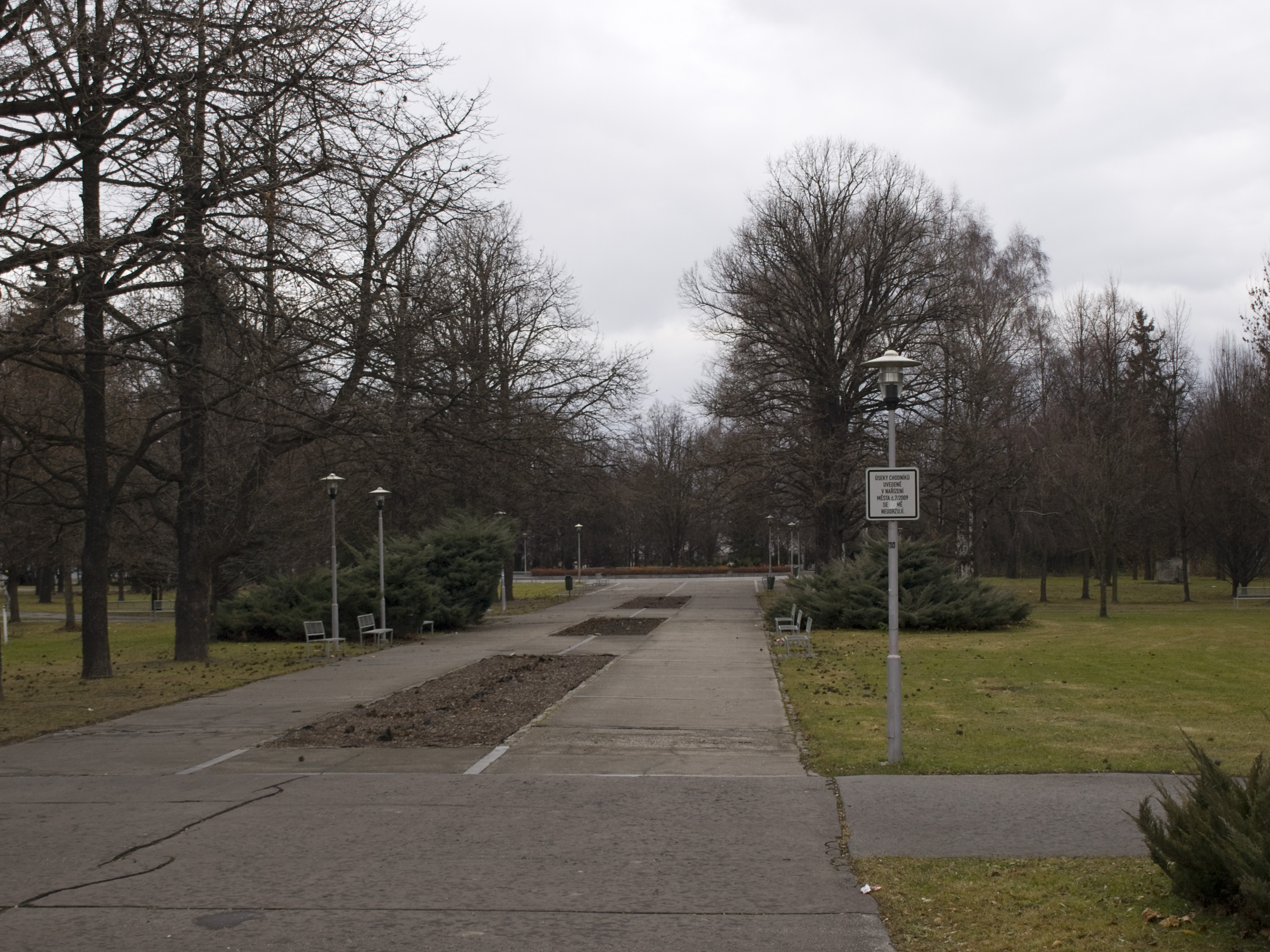
Lokalita bývalého krematoria

Hřbitov vznikl roku 1875 v západní části Moravské Ostravy jako hlavní městský hřbitov, který nahradil mimo jiné rušené pohřebiště v rozrůstajícím se centru města přeměněné v Park Císaře Františka Josefa I., po roce 1918 pak Husův sad.
Protože půda v okolí Ostravy byla pro pohřby do země problematická a nevyhovovala hygienickým předpisům (termíny pro střídání pohřbených na jednom místě se prodlužovaly z deseti na třicet let a plocha hřbitova se tím neúměrně zvětšovala), byla již od roku 1901 vyvíjena snaha podpořená purkmistrem JUDr. Gustavem Fiedlerem vybudovat ve městě krematorium. Jeho zřízení ovšem tehdy platné rakousko-uherské zákony nedovolovaly, někteří zemřelí byli však zpopelněni v zařízeních v sousedním pruském Slezsku. Krematorium v Moravské Ostravě bylo vybudováno a zprovozněno až roku 1925 podle návrhu architekta Vlastislava Hofmana v kubistickém slohu.

### Po roce 1948
Koncem 50. let bylo rozhodnuto z ideologických i hygienických důvodů hřbitov v houstnoucí zástavbě čtvrti zrušit a na jeho místě vybudovat parkový prostor pojmenovaný jako Sad Klementa Gottwalda. Hřbitov byl postupně rušen a likvidován, k jeho definitivnímu zániku a demolici budovy krematoria došlo roku 1979. Ostatky zemřelých byly nadále ukládány na Ústředním hřbitově ve Slezské Ostravě zřízeném roku 1961, nové krematorium zde bylo zprovozněno roku 1970. Zřízen zde byl též nový židovský hřbitov.
Po Sametové revoluci byl prostor přejmenován na Sad Milady Horákové a pietněji upraven.